# Dactyloceras neumayeri
Dactyloceras neumayeri is een vlinder uit de familie herfstspinners (Brahmaeidae). De wetenschappelijke naam is voor het eerst geldig gepubliceerd in 1885 door Arnold Pagenstecher.
De soort komt voor in het Afrotropisch gebied.